# Douglas DC-3
Dimensions
Le Douglas DC-3 est un avion de transport bimoteur à hélices, produit par la compagnie américaine Douglas Aircraft entre 1936 et 1945. Sa vitesse et son rayon d'action révolutionnèrent le transport aérien.
Conçu à l'origine comme une évolution du Douglas DC-2 permettant le transport nocturne et confortable de passagers civils, le DC-3 est rapidement devenu un outil indispensable aux armées alliées durant la Seconde Guerre mondiale. Il fut produit à plus de 13 000 exemplaires, dont plusieurs volent encore de nos jours, notamment pour le transport de fret en Colombie et au Canada.

## À l'origine, une demande d'American Airlines
« Bill, ce dont nous avons besoin c'est d'un DC-2 à couchettes ». Si l'on en croit la légende, c'est avec cette remarque lancée par Cyrus R. Smith, président d'American Airlines, à son ingénieur en chef, William Littlewood, que tout a commencé. Des trois compagnies américaines exploitant une ligne transcontinentale au début des années 1930, American Airlines était à la fois celle qui volait le plus au sud, et la seule à offrir un service de nuit avec des avions équipés de couchettes. Assuré entre Dallas et Los Angeles, ce service était exploité avec de vénérables biplans Curtiss Condor II, seuls appareils alors disponibles pouvant accepter ce type d'aménagement. Mais Cyrus R. Smith savait bien que les jours de ce type d'avion biplan étaient comptés, face à la concurrence des Boeing 247 et DC-2, ce dernier étant d'ailleurs utilisé par American Airlines sur la côte est des États-Unis, mais de jour.
Qu'il ait ou non prononcé sa petite phrase alors qu'il embarquait à Dallas à bord d'un Curtiss Condor pour rejoindre la Californie avec son collaborateur, le président d'American Airlines pouvait raisonnablement penser que si le fuselage du DC-2 avait été allongé pour recevoir deux passagers de plus, il devait pouvoir être élargi pour recevoir une double rangée de couchettes. À son retour à Chicago, Bill Littlewood rédigea avec son assistant, Otto Kirchner, une note à l'attention de Douglas Aircraft Company, suggérant diverses modifications du DC-2 afin de pouvoir transporter soit 14 passagers en couchettes, soit 21 passagers en fauteuils classiques. L'idée de base était, mis à part le fuselage, de conserver la cellule de l'ancien appareil, 85 % de pièces étant interchangeables.
Chez Douglas Aircraft Company, où les chaînes de montage avaient du mal à satisfaire aux commandes de DC-2, et où le bureau d’études était déjà très occupé avec de nouveaux programmes militaires, cette proposition fut reçue sans grand enthousiasme. Le DC-2 se vendait bien, le projet d'American Airlines ne semblait pas porté par un marché très important, et il s'avéra rapidement qu'il serait difficile d'en assurer la production en l'intégrant à la chaîne des DC-2. Enfin, on doutait des capacités financières d'American Airlines, concernant le paiement des bimoteurs, si jamais ils étaient construits. On fit donc traîner les choses, et il faut bien admettre que l'essentiel des calculs et des études concernant les modifications de structure nécessaires à la modification du DC-2 furent réalisés par le bureau technique d'American Airlines.
Le lancement du programme se fit en fait à l'issue d'une conversation téléphonique de deux heures entre C. R. Smith, à Chicago, et Donald W. Douglas, dans son bureau de Clover Field, en Californie. Smith affirmait pouvoir obtenir un prêt gouvernemental de 4,5 millions de dollars, et que le futur appareil ne devait pas être considéré comme une simple lubie de sa compagnie. Allongé et élargi, le fuselage du DC-2 devait permettre de transporter 21 passagers dans des conditions normales, ce qu'attendaient tous les transporteurs aériens. Il s'engageait même à acheter 20 avions, à la condition que les 10 premiers soient équipés de couchettes. Sans attendre les conseils d'avocats ou de banquiers, Donald W. Douglas mit au travail Arthur Raymond, assisté d'Ed Burton, Lee Atwood et Dr Baily Oswald. American Airlines obtint effectivement un prêt de Washington et passa officiellement commande, le 8 juillet 1935, de 10 avions-couchettes au prix unitaire de 79 500 dollars, sans les moteurs ni les aménagements commerciaux.
Il n'y eut pas de prototype du DC-3, la version originale de l'appareil étant désignée Douglas Sleeper Transport (DST). La tête de série (no de série 1494) effectua son premier vol le 17 décembre 1935, 32 ans jour pour jour après le premier vol propulsé des frères Wright, avec une immatriculation temporaire, « X14988 ». Il était doté de la dernière version du moteur Wright Cyclone, le SGR-1820-G2, développant une puissance de 1 000 ch au décollage et 850 ch en régime continu. Douglas et American Airlines se partagèrent le programme d'essais en vol et, dès avril, la compagnie aérienne entreprenait les essais de mise en ligne. La certification (ATC A-607) fut obtenue le 21 mai 1936 sous la désignation DST-G2, par référence au moteur, la désignation constructeur étant DST-144.

## Plus qu'un DC-2 amélioré
On ne devait finalement retrouver que 10 % de pièces communes entre le DC-2 et son successeur. De conception identique, le DC-3 avait des dimensions supérieures et pesait 3 400 kg de plus, ce qui réduisait sa vitesse de près de 10 km/h bien que les moteurs fussent portés à 850 ch, mais il disposait d'une autonomie supérieure. La différence extérieure la plus notable était la forme du fuselage, offrant un maître-couple circulaire. Les deux projecteurs d'atterrissage, situés à l'avant du fuselage sur le DC-2, étaient reportés dans les panneaux externes de voilure et, à la demande d'American Airlines, dont les procédures de piste avaient été établies pour les Trimoteurs Ford et Curtiss Condor, les portes étaient placées à droite du fuselage. Cette pratique fut par la suite abandonnée, Douglas revenant aux classiques ouvertures à gauche, comme sur le DC-2. Quelle que fût la position de la porte d'accès principale de la cabine, les portes des compartiments à bagages furent toujours positionnées à gauche.
Les flancs du fuselage étaient percés de huit fenêtres rectangulaires (de 35 × 68 cm) de chaque côté, les quatre couchettes supérieures disposant chacune d’une ouverture supplémentaire (de 13 × 68 cm). En série, on ne devait plus trouver à gauche que six fenêtres principales, en raison de la présence d'un office à l'arrière et, généralement, trois fenêtres supérieures correspondant aux trois couchettes occupant ce côté. Ces étroites fenêtres à la partie supérieure du fuselage sont par ailleurs le seul moyen visuel d’identifier les DST et DC-3B de la version de transport de jour, sur laquelle on compte sept hublots rectangulaires de chaque côté en version standard 21 passagers, et huit en version 24 passagers.
La voilure voyait son envergure augmenter de trois mètres avec une forme plus douce, bien que les plans externes des DC-2 et DC-3 fussent interchangeables, les pièces de liaison étant identiques. Le bord d'attaque pouvait être équipé de dégivreurs pneumatiques et la partie centrale de l'aile affichait un nouveau profil, NACA 2215, alors qu'on retrouvait aux extrémités le classique NACA 2206. Autre différence notable, l'empennage vertical adoptait la forme de celui des Douglas B-18 et C-33. On y ajouta en mars 1936 une arête dorsale pour améliorer la stabilité à basse vitesse, qui fut ensuite adoptée par les C-39, dernière version du DC-2. L'empennage horizontal subissait aussi des modifications.

## Versions civiles produites avant laSeconde Guerre mondiale

### Douglas DST (Douglas Sleeper Transport)
Première version, réalisée à la demande d'American Airlines et aménagée pour le transport transcontinental de 14 passagers en couchettes. American Airlines, dont les pilotes avaient pu prendre en main la tête de série dès avril 1936, prit livraison de trois appareils début juin, le DST effectuant son premier vol commercial le 25 juin 1936 sur la ligne Chicago-Newark. Le 18 septembre, American Airlines ouvrait la ligne Newark-Los Angeles, service couvert en 17 h 30 min avec 3 escales, alors que les Condor mettaient 23 h 23 min avec 9 escales. 21 DST (moteurs Cyclone G2 de 850 ch en régime continu) et 19 DST-A (moteurs Cyclone G102 de 900 ch en régime continu) ont été construits par Douglas Aircraft Company à l'usine de Santa Monica. Les 15 Flagship Skysleepers livrés à American Airlines, toujours en service début 1942, furent réquisitionnés par l'United States Army Air Corps sous la désignation C-49E. 12 furent restitués à American Airlines entre avril 1943 et mai 1944. Convertis en avions de transport classique ou en cargo, huit volaient toujours au début des années 1960. Eastern Air Lines prit en compte les six autres DST, dont cinq furent réquisitionnés comme C-49F.
Le 1er juin 1943, le Douglas DC-3 du vol BOAC 777-A, partant de l'aéroport de Portela au Portugal à destination de l'aéroport de Whitchurch (en), près de Bristol, en Angleterre est attaqué par huit chasseurs-bombardiers à long rayon d'action allemands Junkers Ju 88C-6, au large de la côte française dans le golfe de Gascogne, entraînant la mort des 17 personnes à bord parmi lesquels l'acteur Leslie Howard.

### Douglas DC-3

Le DC-3-208A NC21749 Flagship Los Angeles n'a pas été réquisitionné durant la Seconde Guerre mondiale. On le voit ici en 1943, toujours aux couleurs d'American Airlines, vedette d'un film tourné en 1943.

Version de transport de jour du DST, le premier DC-3 fut remis le 18 août 1936 à American Airlines. Successeur logique du DC-2, cet appareil fut certifié le 27 août 1936 sous l'ATC A-618 comme DC-3-G2, donc également avec des moteurs SGR-1820-G2. Et comme pour le DST, les moteurs Cyclone G2, puis G102, G103, G102A, G2E, G103A et finalement G202A furent autorisés sur cet appareil qui reçut, selon les spécifications des utilisateurs originaux, une porte de cabine à droite ou à gauche. En 1936, le prix officiel d'un DC-3 ou d'un DST s'échelonnait entre 90 000 et 110 000 dollars US ; il atteindra 115 000 dollars en 1939. Selon les chiffres officiels du constructeur, 357 exemplaires furent construits, mais la réquisition d'appareils en cours de montage sur les chaînes fin 1941 rend le décompte exact assez difficile.

### Douglas DC-3A
Alternative au moteur Wright Cyclone, le Pratt & Whitney R-1830 Twin Wasp, un groupe 14 cylindres en double étoile de poids et puissance similaires au R-1820, sortit en 1933, cinq ans après le Cyclone, et n'avait trouvé qu'un seul débouché civil, le Martin 130. Pratt & Whitney fit de gros efforts pour intéresser Douglas, mais le constructeur ne s'intéressa réellement à cette motorisation que quand elle lui fut imposée par United Air Lines, contrainte de remplacer ses Boeing 247 par l'inévitable DC-3. Non seulement la compagnie aérienne appartenait au même groupe que le motoriste, mais encore United Air Lines utilisait avec satisfaction les moteurs Pratt et Whitney depuis de nombreuses années et ne souhaitait pas en changer. Enfin, United exploitait une route transcontinentale à des altitudes plus élevées que ses concurrentes, TWA et American Air Lines, et le Twin Wasp était plus puissant en altitude : 900 ch à 6 500 pieds (1 981 m) contre 850 ch à 5 500 pieds (1 676 m) pour le Cyclone. Le Twin Wasp fut finalement le moteur le plus utilisé sur les appareils de la famille DC-3. Pourtant, lorsqu'en janvier 1936 United entreprit de négocier l'achat de 10 DC-3, Douglas n'accepta d'étudier l'adaptation de ce moteur qu'à la condition que la compagnie aérienne paie les frais d'études. Afin de vérifier la compatibilité du Twin Wasp avec la cellule, le second DST destiné à American Airlines fut détourné temporairement, avec l'accord de la compagnie new-yorkaise. Après essais, il fut rééquipé de Cyclones et livré à American comme DST-144.
La version à moteur Twin Wasp du DC-3 fut certifiée le 28 novembre 1936 (ATC A-619) comme DC-3A-SB3G, avec des moteurs R-1830-SB3G développant 1 100 ch au décollage et 900 ch à 2 500 tr/min à 2 440 m. L'arrivée sur le marché d’un nouveau Twin Wasp, le R-1830-S1CG, ne pouvait que satisfaire les utilisateurs. Le 31 octobre 1937, l'ATC A-669 fut donc attribuée au DC-3A-S1CG, puis étendue aux versions successives de ce moteur : Twin Wasp S1C3G, SCG, SC3G et enfin S4CG. Selon les chiffres officiels du constructeur, 165 DC-3A sortirent des chaînes.

### Douglas DST-A
Le Douglas Sleeper Transport pouvait difficilement échapper à une motorisation par Pratt et Whitney, et ce fut encore United Air Lines qui fut à l'origine de cette version, avec une commande de dix DST-A-207 avec porte à droite qui furent livrés entre les 25 juin et 6 août 1937, la certification (ATC A-671) étant obtenue le 30 juin. Un de ces appareils fut détruit dans un accident le 24 mai 1938 (no de série 1956). Deux de ces appareils furent livrés directement à Western Air Express, avant obtention de la certification et début des livraisons à UAL. Les 9 DST-A-S1CG qui firent suite, équipés bien entendu de Twin Wasp S1CG, firent l'objet d'une certification séparée (ATC-A-671) délivrée le 30 octobre 1937. Comme pour le DC-3A, ce fut United, seul client du DST-A, qui effectua les travaux d'adaptation du moteur et, après approbation par Douglas, remotorisa dans ses ateliers de Cheyenne, dans le Wyoming, les cellules livrées par Douglas avant mise en service. Ce qui devait donner deux DST-A-207A, deux DST-A-207B, trois DST-A-207C et deux DST-A-207-D. Courant 1941, les couchettes furent remplacées par des sièges, et un autre bimoteur (no de série 1878) fut perdu dans un accident le 2 mai 1942. Quelques semaines plus tard, l'United States Air Force réquisitionnait quinze DST-A exploités par UAL et Western comme C-48B et deux comme C-48C. Six de ces appareils relativement rares volaient encore au début des années 1980.

### Douglas DC-3B

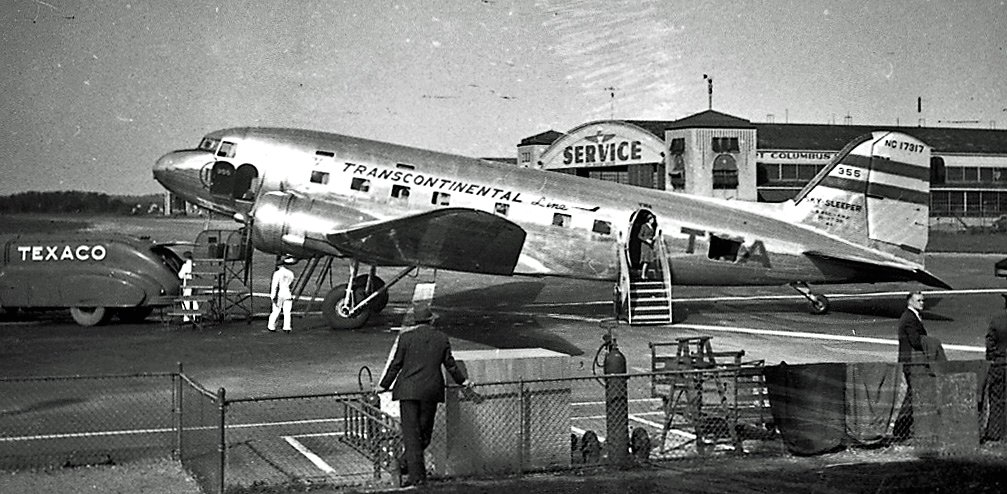
DC-3B NC17317 (no de série 17317) à l'escale de Colombus, Ohio, en 1941. On remarque les deux petits hublots (sabords horizontaux) supplémentaires à l'avant de la cabine, marquant l'emplacement des deux couchettes supérieures.

American Airlines ne fut finalement pas la seule à s'intéresser aux avions-couchettes et, le 3 mai 1937, la certification ATC A-635 fut accordée à une version intermédiaire entre le DST et le DC-3, sur une demande spécifique de Transcontinental and Western. Équipés de Cyclone G102 développant 1 100 ch au décollage et 900 ch à 2 200 tr/min à 6 000 pieds, les Skysleepers se distinguaient par la présence de 8 couchettes à l'avant comme sur le DST, et de 7 fauteuils à dossier inclinable à l'arrière. TWA reçut huit DC-3B-202 entre le 16 avril et le 19 juin 1937, puis deux DC-3B-202A un an plus tard. Un bimoteur fut perdu dans un accident (no de série 1930) à Saint Louis le 23 janvier 1941, les autres remotorisés en mars suivant avec des Cyclone G202A développant 1 200 ch au décollage et 1 000 ch à 2 300 tr/min à 5 000 pieds. Quelques mois plus tard, ils furent convertis en classiques avions de transport et devinrent pour les besoins de l'Air Force C-49 (cinq appareils) ou C-84 (quatre exemplaires). Six reprirent du service chez TWA entre 1943 et 1945, les derniers étant revendus en 1953.

### Fokker-Douglas DC-3
Dans la lignée des accords passés entre Douglas et l'avionneur hollandais, Fokker plaça en Europe un certain nombre de DC-3, qui furent livrés en pièces détachées à Fokker aux États-Unis après essais en vol complets, transportés par bateau jusqu'aux Pays-Bas et remontés en Europe avant livraison. Une coopération qui prit fin début 1940, la guerre en Europe modifiant le cours de carrière de la plupart de ces bimoteurs.

## Versions militaires produites durant la Seconde Guerre mondiale
À l'approche de son entrée dans la Seconde Guerre mondiale, l'armée américaine demanda à Douglas Aircraft Company de lui proposer une version du DC-3 adaptée à ses attentes, en s'inspirant du C-39, qui répondait déjà parfaitement à ses besoins. Ce sera le C-47 Skytrain. L'attaque de Pearl Harbor par la Marine impériale japonaise accéléra considérablement les choses. Pour faire face aux besoins les plus urgents, un certain nombre de DC-3 furent achetés auprès des compagnies aériennes, et Douglas Aircraft Company reçut l'ordre de livrer à l'United States Army Air Forces les appareils en cours de production sans modification majeure afin de gagner du temps, ce qui donna le C-53 Skytrooper. Cependant, l'usine de Santa Monica, d'où étaient sortis tous les DC-2, DST et DC-3, n'avait pas la capacité nécessaire pour assurer la production massive de C-47. Le gouvernement américain fit donc construire sur l'aérodrome voisin de Long Beach une usine spécifiquement destinée à la production du C-47. Et comme cela ne suffisait toujours pas, une troisième usine fut ensuite ouverte à Oklahoma City.

### Douglas C-41
- Douglas C-41 : L'Air Corps avait passé commande de 37 C-39 mais n'en reçut en fait que 36, un des appareils livrés au titre de ce marché étant un classique DC-3A avec un intérieur de type commercial pour 14 passagers, un équipement radio militaire et des moteurs civils rebaptisés pour la circonstance R-1830-21. Cet unique DC-3A-253 (no de série 2053), destiné aux déplacements du Général « Hap » Arnold, fut livré le 11 octobre 1938, soit trois mois avant la livraison du premier C-39, mais reçut le no de série 38-502, ce qui donna longtemps à penser qu'il s'agissait d'un C-39 modifié. Cet appareil totalisait 2 739 heures de vol lorsqu'il fut loué par le gouvernement des États-Unis à Alaska Airlines, en avril 1945. Devenu « NC15473 », il passa ensuite entre les mains de la CAA, en 1948. Immatriculé successivement N12 puis N43, il fut retiré du service par la FAA seulement en 1974. On envisagea alors de le transférer à l'Air Force Museum, ce qui ne se fit pas. Cet avion volait toujours au début des années 2000.

- Douglas C-41A : Le no de série 40-70 fut attribué à l'unique DC-3A-253A, livré le 11 septembre 1939 au titre d'un contrat portant sur la fourniture d'un avion équipé de 4 couchettes à l'avant, ce qui aurait dû conduire à la désignation DC-3B. Ce fut le second et dernier appareil à utiliser des moteurs Pratt et Whitney R-1830-21, et il vint renforcer le C-41 pour certains déplacements d'état-major. Après la guerre, il devait porter les immatriculations N4720V, N65R et N598AR.

### Douglas C-47 Skytrain
En 1939, le DC-3 était déjà un avion exceptionnel pour avoir été construit en plus grand nombre qu’aucun autre avion de transport civil. La guerre allait faire de lui l'avion de transport le plus construit de tous les temps, et le C-47 Skytrain (désignation constructeur DC-3A-360), principale version militaire, fut officiellement construit à 9 283 exemplaires entre 1941 et 1945. En octobre 1941, les États-Unis adoptèrent une pratique récurrente au Royaume-Uni, celle de désigner les appareils militaires par un nom plutôt que par leur type officiel, et ce dans un souci de sécurité. Le C-47 fut le premier appareil militaire américain à recevoir officiellement un nom de baptême. Il devint le Skytrain, mais ce nom ne fut guère utilisé que dans les communiqués officiels. Déjà baptisé « Dakota » dans le Commonwealth, il fut surtout appelé affectueusement « Gooney Bird » par ses équipages, qui le comparèrent ainsi à l'albatros : pataud au sol mais remarquable en vol.

### Douglas C-53 Skytrooper
Portant initialement la désignation constructeur DC-3A-405, le C-53 est la seconde grande version militaire du DC-3. Produit uniquement à Santa Monica sur les chaînes ayant assuré avant la Seconde Guerre mondiale la production civile, il s'agissait d'un DC-3A adapté aux spécifications militaires sans changement de structure. En particulier, la porte passagers à gauche était conservée.

### Le planeur de charge XCG-17
Douglas Aircraft Company resta totalement étrangère à l'idée de transformer le DC-3 en planeur. Le programme fut développé par le centre de recherches de l'United States Army Air Forces de Wright Field, où on cherchait des moyens d'accroître les capacités du « Hump », le pont aérien au-dessus de l'Himalaya. On commença donc par vérifier les qualités de planeur du bimoteur par une série d'atterrissages moteurs coupés, puis on réalisa des essais de remorquage en vol pour vérifier le comportement de l'appareil. Tout se passant bien, il fut décidé de transformer un appareil de série en véritable planeur. C'est le C-47-DL 41-18496 qui fut modifié, mais le cahier des charges du programme spécifiait que l’appareil puisse facilement être remotorisé : les nacelles-moteur furent donc conservées. L'aménagement intérieur de l'appareil fut modifié, la cabine étant allongée de 1,83 m pour permettre l'emport de 40 passagers ou 6 800 kg de charge.
Le XCG-17 se révéla être un excellent planeur, avec une vitesse de remorquage relativement élevée, pouvant être tracté par un quadrimoteur B-17 ou C-54 et, dans l'esprit des concepteurs du programme, facilement disponible. On en resta pourtant au stade expérimental, la production en série du CG-17 n'étant jamais envisagée. La guerre terminée, le prototype fut ramené au standard C-47 et vendu au marché des surplus.

## Appareils civils utilisés par l'armée américaine durant laSeconde Guerre mondiale
Fin 1941, et surtout début 1942, les besoins de l'USAAF en matière d'avions de transport étaient considérables, dépassant largement les capacités de production de l'industrie aéronautique américaine. En outre, la priorité revenait aux avions de combat. Face à cette situation, les forces armées américaines allèrent tout simplement se procurer les appareils dont elles avaient besoin sur le marché civil.
Contrairement à une croyance bien établie, il ne fut pas effectué de réquisitions (« drafting » en anglais), les appareils étant achetés auprès de leurs propriétaires civils, soit au prix du marché, soit à l'issue d’une véritable négociation commerciale, et dûment payés. Les propriétaires avaient la possibilité de racheter leurs avions, utilisés en principe dans des zones éloignées des combats, à la fin du conflit. Ce que firent de nombreuses compagnies aériennes. 225 Douglas DC-3 furent ainsi mobilisés sous diverses désignations.

## Appareils produits sous licence

### Showa L2D
En février 1938, le Japon, qui avait déjà obtenu une licence de production pour le DC-2, acheta pour tout juste 90 000 dollars US une licence de production du DC-3. Deux DC-3-237D, réputés destinés à servir de modèles de production, furent livrés par Douglas en octobre 1939 et avril 1940. L'entreprise bénéficiaire de cette licence, Showa Hikoki Kogyo KK, filiale du groupe Mitsui Trading, servait en fait d'écran à la Marine impériale. Tandis que Douglas envoyait au Japon des techniciens pour aider Showa à organiser la production, les DC-3-237D étaient discrètement livrés à la Marine impériale comme L2D1, les appareils produits au Japon devenant L2D2. Le premier sortit d'usine en septembre 1939. 487 DC-3 ont été produits par Showa et Nakajima entre 1939 et 1945.

### Lissounov Li-2
Après avoir acheté un DC-3-196 auprès de Douglas et 18 appareils supplémentaires auprès de Fokker, l'URSS négocia l'obtention d'une licence de production afin de moderniser la flotte d'Aeroflot. Les accords de licence prévoyaient l'expédition en URSS de deux appareils en pièces détachées, et l'envoi à Santa Monica de l’ingénieur Boris P. Lissounov pour y étudier les méthodes de production américaines afin de les adapter en URSS à son retour. Désignés initialement PS-84, les premiers DC-3 construits en URSS sortirent de l'usine GAZ-84 de Moscou en 1940.
Quelque 2 930 exemplaires furent construits en URSS dont 2 258 par l'usine aéronautique de Tachkent, tous avec une porte d'accès à droite, les premiers exemplaires livrés en URSS étant similaires aux avions commandés par American Airlines.

## Conversiongunship
Le Douglas AC-47 était une version de mitraillage au sol du C-47 (DC-3), armé de trois mitrailleuses General Electric GAU-2/M134 Minigun de calibre 7,62 mm, tirant 6 000 coups/min, qui fut utilisée avec succès durant la guerre du Viêt Nam. C'est son succès qui incita l'USAF à produire de nouveaux appareils du même type, comme les Lockheed AC-130H Spectre.

## Remotorisation en turboprop
Plusieurs sociétés ont proposé, avec des succès variés, de remotoriser des DC-3 en les équipant de turbopropulseurs.
- Conroy Aircraft a remotorisé quelques appareils avec des Rolls-Royce RB.53 Dart, certains devenant trimoteurs, avec un 3e turboprop dans le nez. Il n'y a pas eu de production en série[5].
- D'autres appareils ont été remotorisés avec des Pratt & Whitney Canada PT6 dans les années 1980 pour les besoins de la force aérienne sud-africaine par la société locale Wonder air (aujourd'hui Braddick)[6].
- Le Basler BT-67 est un DC-3 équipé également de Pratt & Whitney Canada PT6, encore proposé par une société du Wisconsin.
- Une conversion similaire est proposée par une société basée dans l'Ohio, Preferred Improvements, LLC[7].

## Utilisateurs du DC-3

### Civils

#### États-Unis
- American Airlines : compagnie de lancement du bimoteur, American Airlines a pris officiellement livraison de son premier DST le 7 juin 1936[8] et a mis en service commercial le DST le 25 juin 1936 sur la ligne Chicago-Newark. Le premier service transcontinental était inauguré le 18 septembre suivant entre Newark et Los Angeles. Sur 20 DST commandés, American Airlines prit livraison de huit DST-144 à moteurs G2 (nos de série 1494 à 1500 et 1549, respectivement NC14998 et NC16001 à NC16007), puis un DST-217 et deux DST-217A à moteurs Cyclone G102 de 900 ch en régime continu (nos de série 1976, 2149 et 2165, NC18144, NC21769 et NC21752), et enfin deux DST-217B et deux DST-217C à moteurs Cyclone G202A atteignant 1 200 ch au décollage et 1 000 ch en croisière (nos de série 2216, 2217, 2263 et 2264, respectivement NC25685, NC25686, NC28325 et NC28350). Le dernier fut livré le 23 août 1940. Tous ces appareils avait une porte d'accès à la cabine à droite. Baptisés Flagship Skysleepers, ils furent réquisitionnés par l'USAAF début 1942 comme C-49E. 12 de ces appareils furent restitués à American Airlines entre avril 1943 et mai 1944 et réaménagés au standard DC-3.
- Eastern Air Lines : seconde compagnie américaine à mettre en service le DC-3, Eastern prit en compte trois DST-318, deux DST-318A et un DST-406, toujours avec porte à droite mais équipés de moteurs Cyclone G202A. Ces bimoteurs (nos de série 2224 à 2226, 3250, 3251 et 4129, immatriculés NC25649/51, NC28394, NC28393 et NC33643)[9] furent livrés entre février 1940 et juin 1941. Un exemplaire (no de série 3250) fut perdu en opérations en février 1941, les cinq autres réquisitionnés début 1942 comme C-49F. Trois furent par la suite restitués à Eastern, un vendu à Delta Air Lines et un à TWA.

Le 9 mars 2019, un avion Douglas DC-3 de la compagnie vénézuélienne Laser Airlines s’est écrasé à Meta, en Colombie, tuant 14 personnes.

#### France
- Air France : Après la Seconde Guerre mondiale la compagnie, récemment nationalisée, utilise des avions recyclés du conflit, des Junkers Ju 52 allemands remplacés ensuite par le DC-3 américain surnommé par les britanniques et connu sous le nom dakota. Ils sont surtout utilisés pour les vols moyen-courrier tant pour le transport commercial de passagers (21 passagers) que pour le fret ou la poste au sein du Centre d’Exploitation Postale, le CEP appelé la Postale de Nuit[10]. Soixante-seize DC-3 ont volé sous les couleurs de la compagnie et on dénombre en 1958 onze appareils affectés au courrier ; d'autres sont utilisés pour la formation des pilotes. Ils volent en France métropolitaine sur les lignes intérieures mais également en outre-mer et un peu partout en Europe, Méditerranée, Afrique et Asie[11].
- L'exemple du DC-3 FTZE : L'association France DC-3 fait l'acquisition en 1990 du DC-3 FTZE ; l'histoire prestigieuse de cet avion entre 1943 et 2020 illustre les différentes utilisations de ce robuste aéronef polyvalent : militaires, civiles puis comme avion volant de collection[12]. Sorti en 1943 en version militaire C-47 pour l'US Air Force il participe au Débarquement de Normandie pour le transport de troupe, la remorque de planeur et le parachutage ; il participe aux mêmes missions pour le Débarquement de Provence et à des parachutages pour l'opération Market Garden. À la fin de la guerre, il est reconverti comme beaucoup en avion civil desservant les lignes intérieures britanniques. Réquisitionné en 1948 sous les couleurs de la Royal Air Force il effectue plus de cinquante missions pour le blocus de Berlin puis du transport de troupe pour le Moyen-Orient. Acquis en 1952 par l'armée de l'air française, il est affecté au transport et plus particulièrement celui des personnalités au sein du GLAM. Réformé en 1972, il est offert en 1974 à la République centrafricaine et devient l'avion personnel de l'empereur Jean-Bedel Bokassa ; après sa chute, il est affecté aux lignes intérieures de Centre Afrique. De retour en Europe, il fait du fret (DHL) et du parachutage quatre ans. Abandonné, l'association France DC-3 le prend en charge dès 1991, d'abord avec le soutien d'Air Inter puis, après une interruption, d'Air France, il commence une carrière d'aéronef de collection en état de vol[13] et participe à de nombreux meeting aériens sous les couleurs d'Air France des années cinquante[14]. Seuls trois DC-3 sont en état de vol en France, dont le F-AZOX de l'association « Un Dakota sur la Normandie » et le F-HVED qui vole avec l'association « Musée Aéronautique de Bretagne » basée à Rennes[12].

### Militaires
Les différentes versions du Douglas DC-3 ont été utilisées par pratiquement toutes les forces armées du monde, que ce soient les versions C-47 ou des DC-3 d'occasion. En 2010 quelques exemplaires équipés de turbopropulseurs étaient encore en service actif en Afrique du Sud et en Amérique latine.
- Allemagne
- Angola
- Argentine
- Australie
- Belgique[15]
- Bénin
- Bolivie
- Brésil
- Birmanie
- Cambodge
- Cameroun
- Canada
- Chili
- Chine
- Colombie
- Comores
- Corée du Sud
- Côte d'Ivoire
- Cuba
- Danemark
- Équateur
- Égypte
- Espagne
- Éthiopie
- Finlande - Armée de l'air finlandaise : 9 entre 1960 et 1984[16]
- France
- Gabon
- Grèce
- Guatemala
- Haïti
- Honduras
- Inde
- Indonésie
- Iran
- Israël
- Italie
- Japon
- Jordanie
- Laos
- Mauritanie
- Nigeria
- Norvège
- Pays-Bas
- Portugal
- République centrafricaine
- République du Congo
- République dominicaine
- Royaume-Uni
- Salvador
- Suède
- Taïwan
- Tchécoslovaquie
- Tchad
- Yougoslavie

## Avion mythique
Ayant possédé, en son époque, des performances exceptionnelles en matière de robustesse mécanique, de rayon d'action et d'autonomie de vol, et par sa grande contribution lors de la Seconde Guerre mondiale, le Douglas DC-3 a marqué sans aucun doute l'histoire de l'aviation, depuis ses premiers vols commerciaux en 1935. Sa faible consommation en fit également le premier avion de ligne rentable, ce qui lui permit très vite de s'octroyer jusqu'à 90 % du marché du transport aérien aux États-Unis. Il fut utilisé de manière intensive comme transport de troupes lors de la Seconde Guerre mondiale.
Surnommé aussi « Gooney Bird », il a survolé toutes les mers et toutes les terres, survolé tous les fronts et toutes les guerres... Il fut même cité en exemple par le général Dwight Eisenhower, dans différents discours, pour sa précieuse contribution stratégique durant la Seconde Guerre mondiale, notamment lors du débarquement allié en Normandie.
En 1998, on recensait plus de 400 Douglas DC-3 encore en service. En 2013, un DC-3 était toujours utilisé pour certains ravitaillements de la base antarctique Concordia et, plus de 75 ans après son premier vol, il continue d'assurer un certain nombre de vols fret et passagers commerciaux réguliers au Canada dans les territoires du Nord, en Amérique du Sud et en Afrique.

## Dans la culture
- Dans l'album Tintin au Tibet, l'appareil qui s'écrase dans l'Himalaya est un DC-3 de la ligne Patna - Katmandou (p. 2 de l'album).
- Dans l'album Coke en stock, Tintin et le capitaine Haddock sont refoulés à leur arrivée à l'aéroport de Wadesdah, capitale du Khemed aux mains aux mains du cheikh Bab El Ehr. Ils montent à bord d'un DC-3 à bord duquel une bombe a été placée. L'appareil, victime d'une panne, est forcé d'atterrir sur le ventre sur une plage au bord de la mer rouge. La bombe explose alors qu'il est vide.
- 1988 : Itinéraire d'un enfant gâté de Claude Lelouch : Jean-Paul Belmondo revient en Afrique pour la dernière partie du film à bord d'un Douglas DC-3.
- Dans le film Les Oies sauvages, les rescapés du contingent de mercenaires fuient grâce à cet appareil.

## Galerie

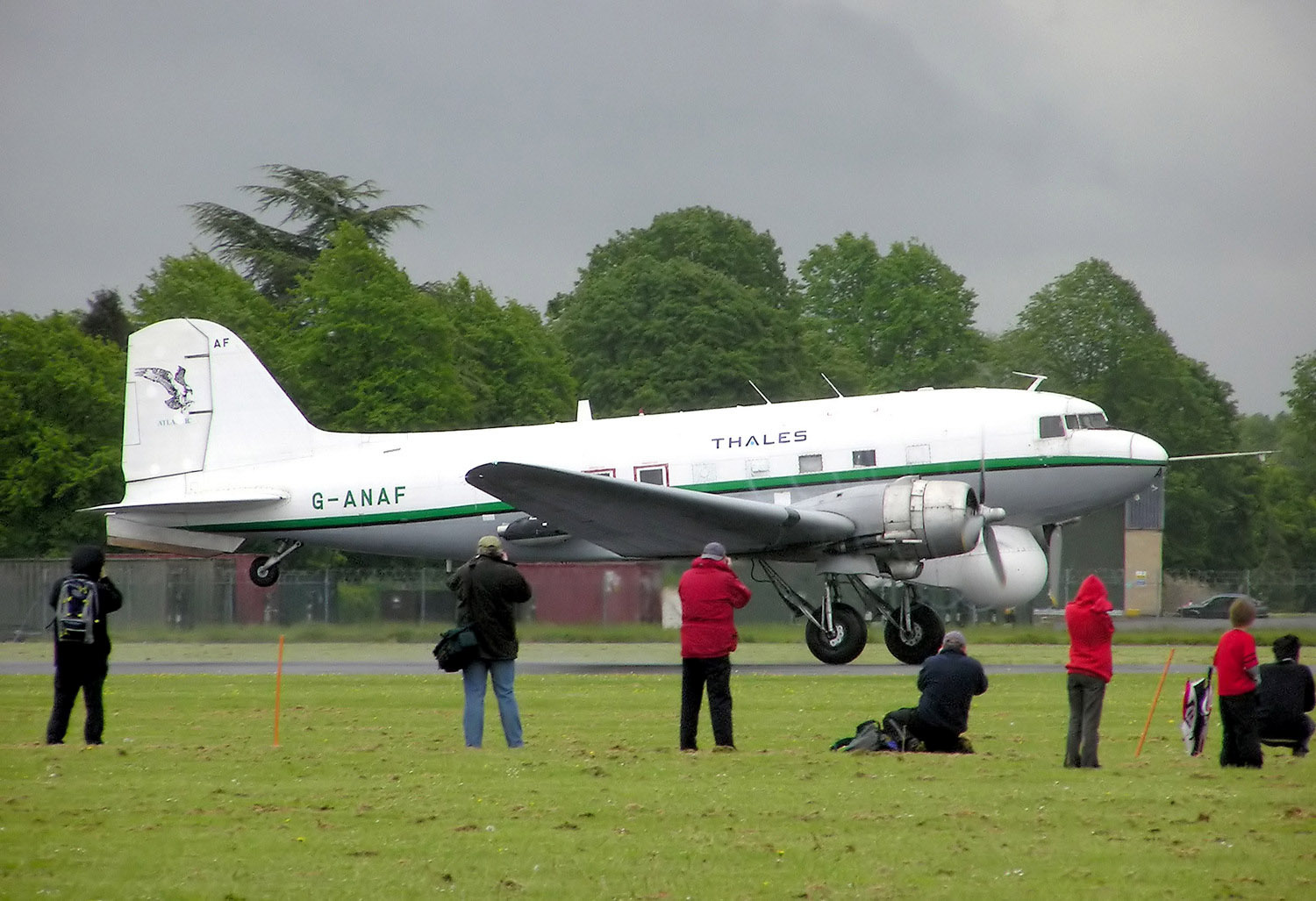
Un Douglas DC-3 (G-ANAF) de l'Air Atlantique Historic Flight décollant d'Hullavington Airfield, Wiltshire, Angleterre. L'appareil était utilisé par Air Atlantique pour le compte de Thales, pour le développement du radar du Nimrod. Le radôme visible sous le cockpit contient l'antenne parabolique rotative de ce dernier.
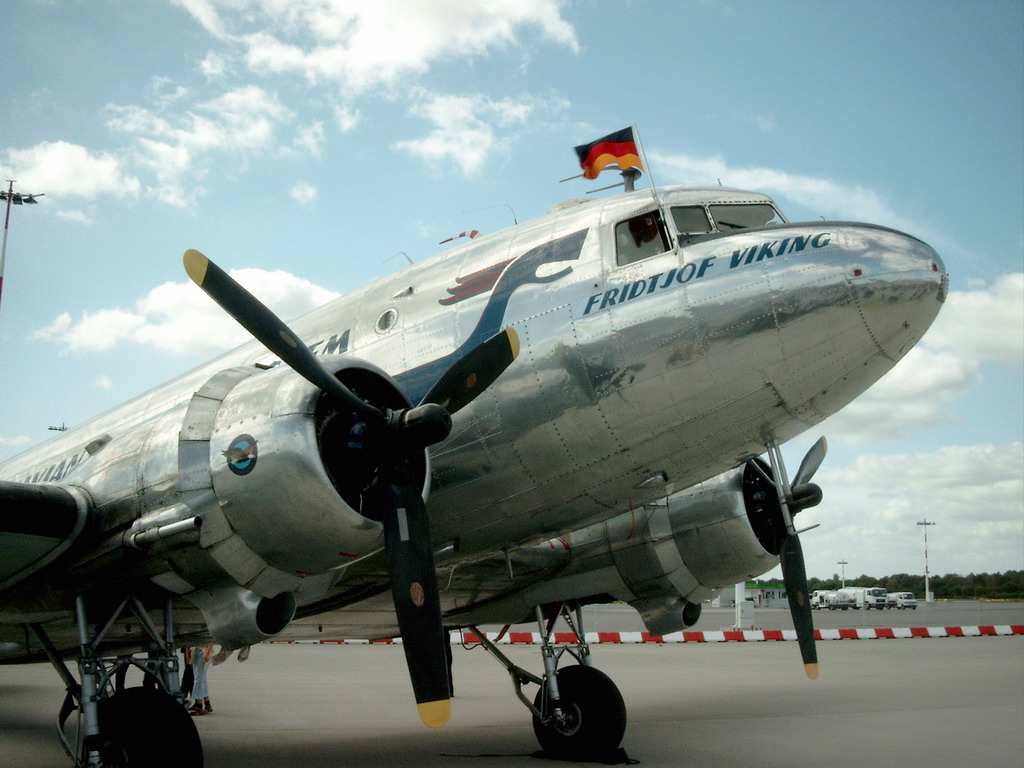
Un Douglas DC-3 (001732) à Hambourg, en 2003.
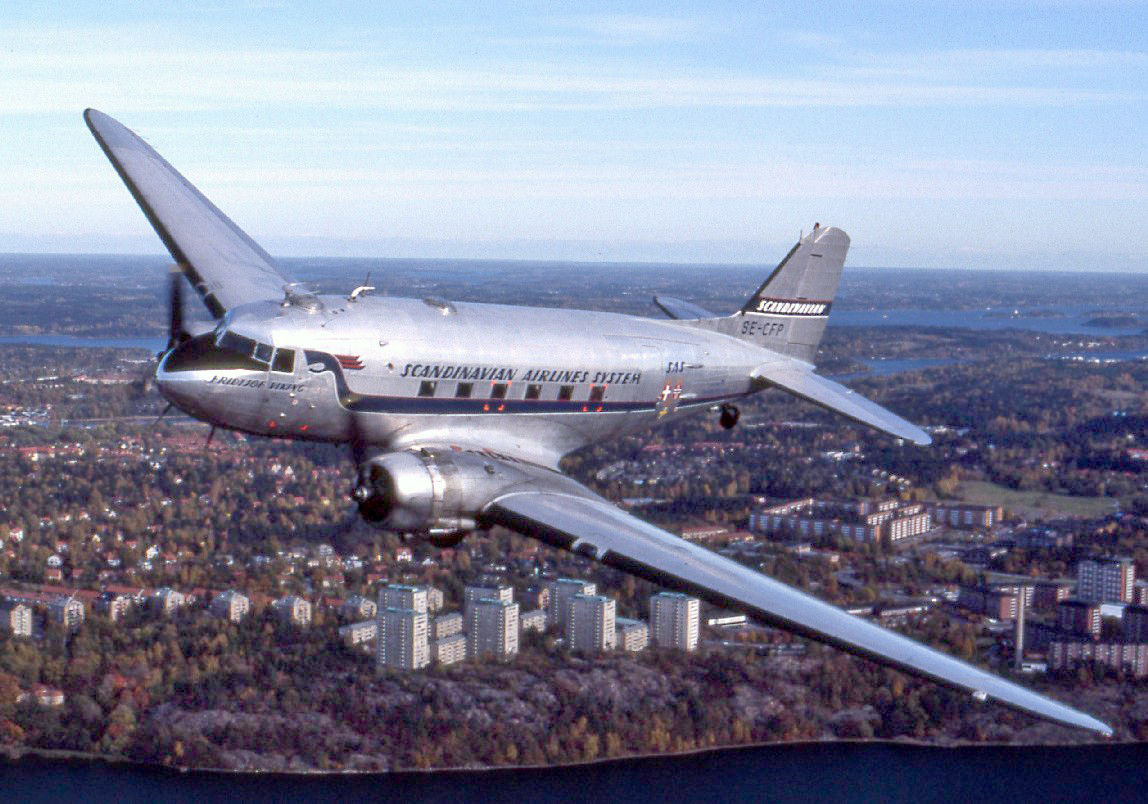
Un Douglas DC-3, SE-CFP, utilisé par l'ONG « Flygande Veteraner », en Suède.
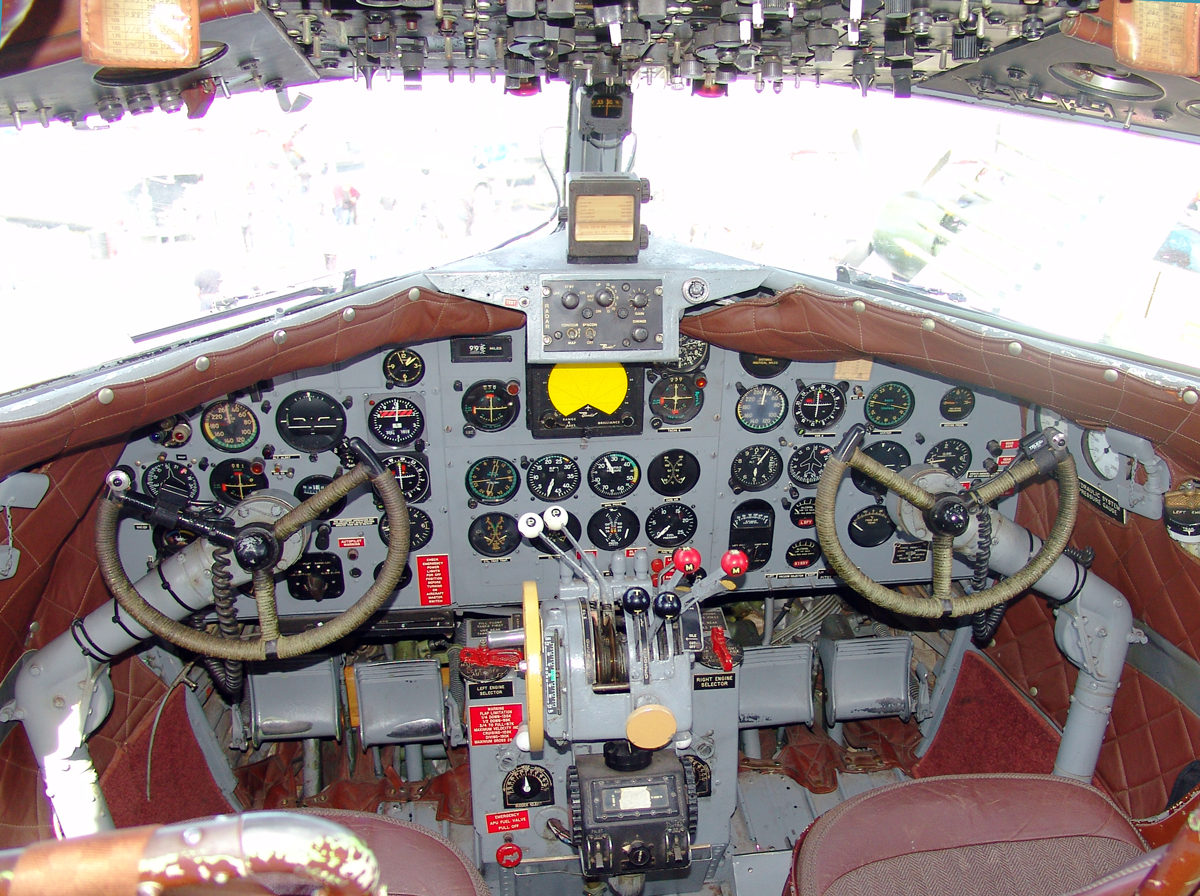
Cockpit du DC-3 N34, qui était utilisé par la FAA pour effectuer des contrôles d'instrumentation d'aide à la navigation. Il a été préservé dans son état pour raisons historiques et se promène parmi les nombreux meetings aux États-Unis. Cette photo a été prise à Reno (Nevada) en 2005.
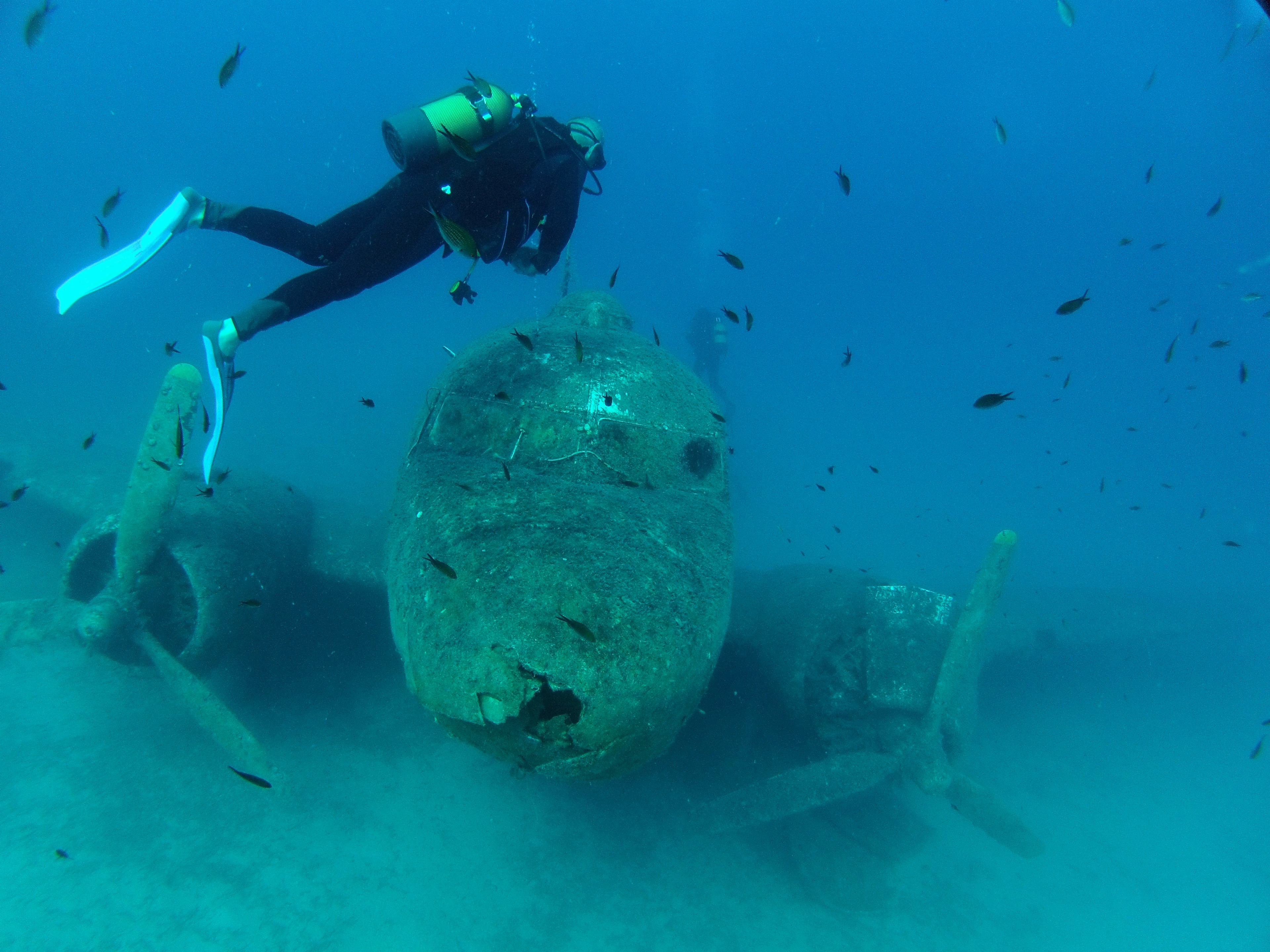
Immersion d'un Douglas DC-3 à Kaş en Turquie, afin de créer un spot de plongée[18].
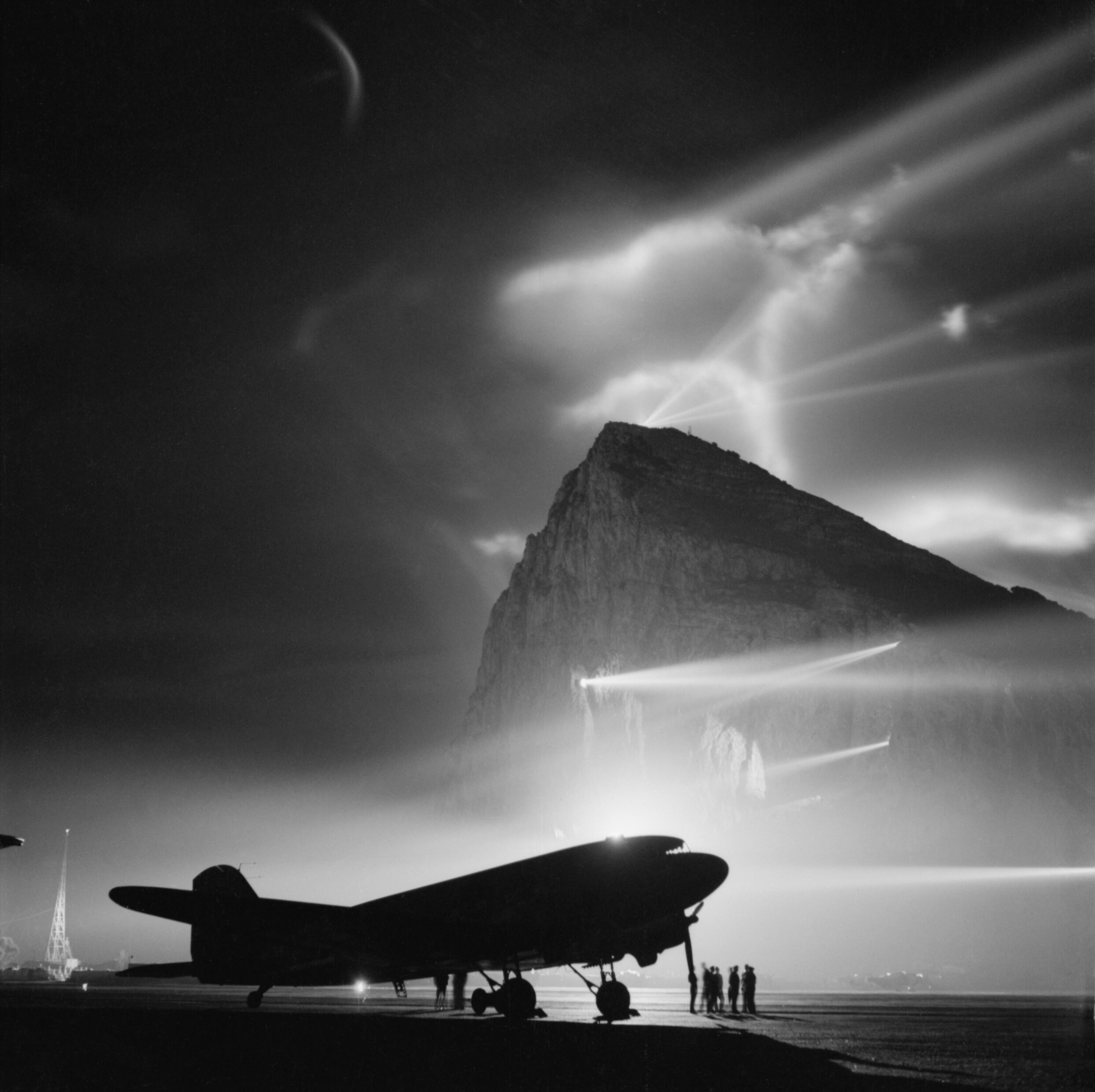
Un Douglas Dakota de la BOAC, en préparation pour un vol à destination du Royaume-Uni et éclairé dans la nuit de Gibraltar par les batteries de recherche lumineuses placées sur le rocher.

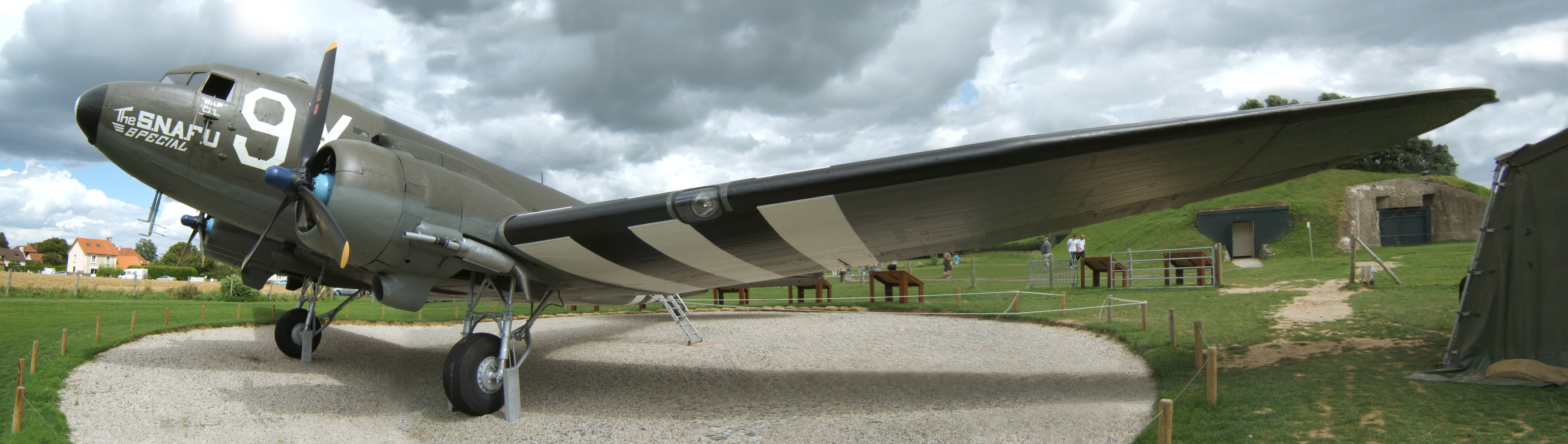
Le Douglas C-47A-80-DL (le C-47 est la version militaire du Douglas DC-3), numéro constructeur c/n 19539, matricule 43-15073, à la batterie de Merville.
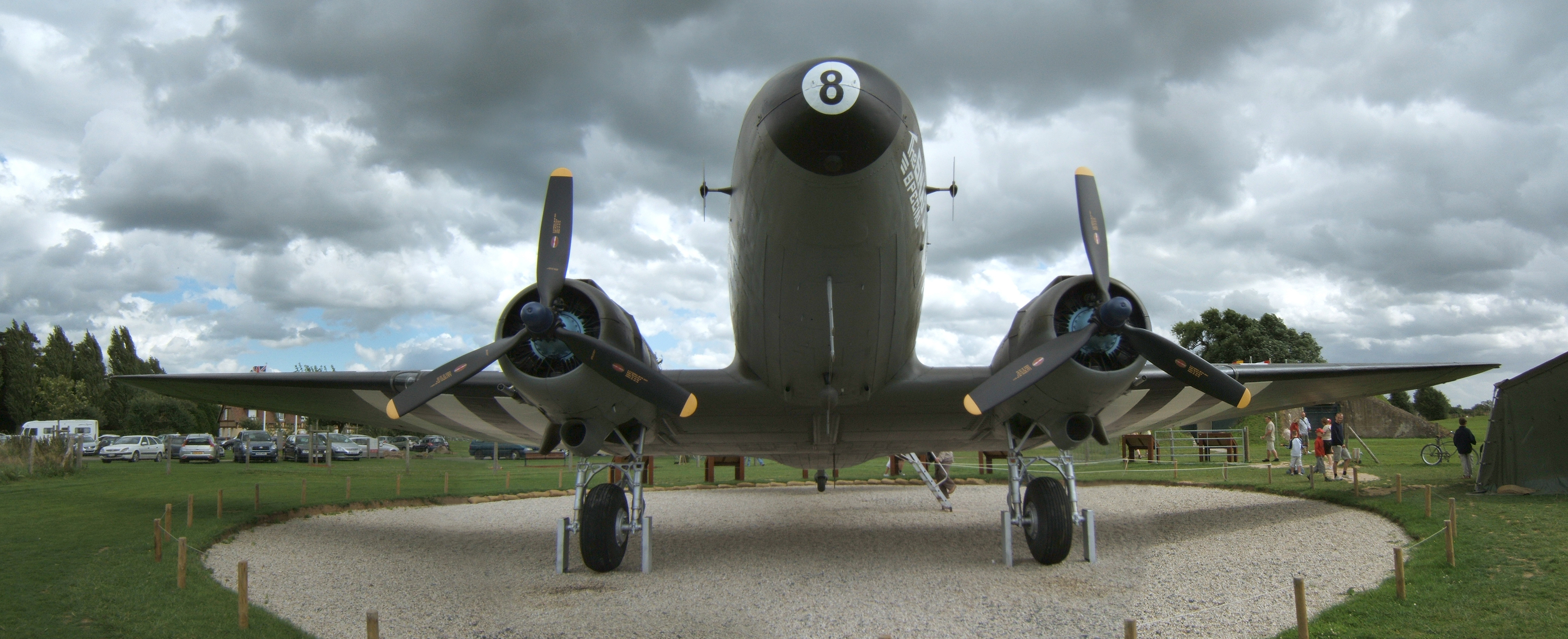
The SNAFU Special à la batterie de Merville.
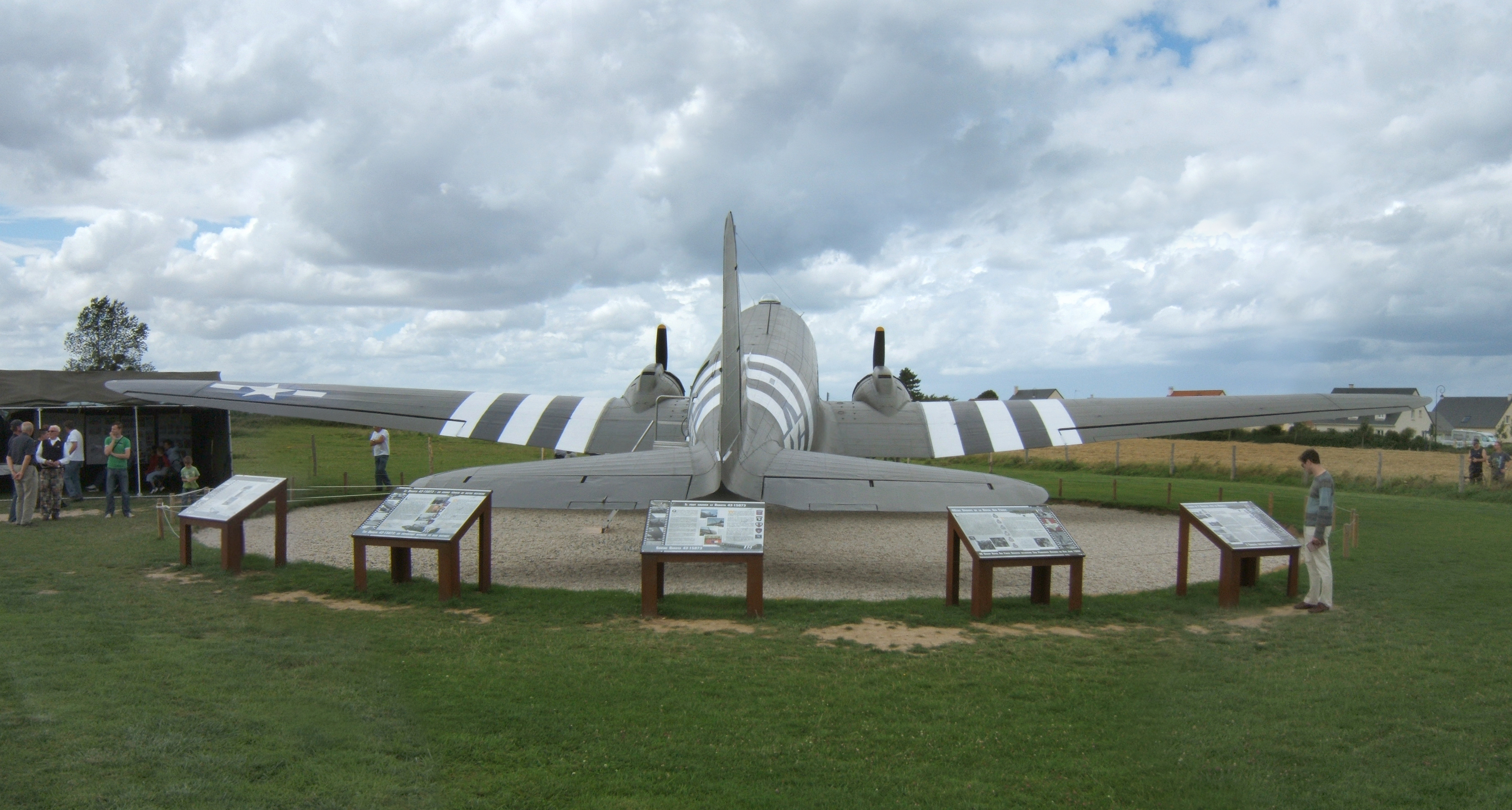
The SNAFU Special à la batterie de Merville.
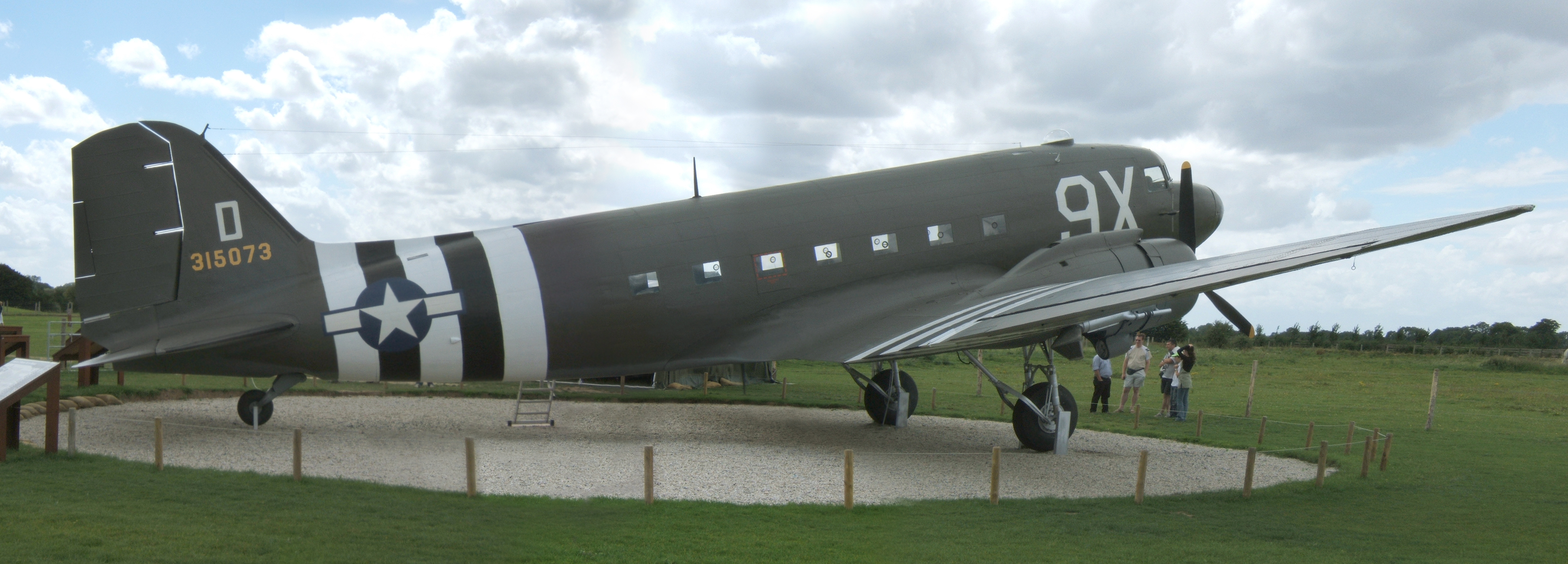
The SNAFU Special à la batterie de Merville.